# Giuseppe Bozzelli
Giuseppe Bozzelli (Sant'Elia Fiumerapido, 6 ottobre 1841 – Torino, 14 dicembre 1892) è stato un compositore italiano,.

## Biografia
Nato in una famiglia di origine napoletana, da bambino apprese i primi rudimenti musicali nel paese natio per poi andare, dietro concorso che gli valse la frequenza gratuita, a studiare composizione presso il Conservatorio San Pietro a Majella.  
Nel 1868 musicò versi del poeta Giovanni Prati in occasione delle nozze fra i principi Umberto e Margherita di Savoia avvenute il 22 aprile dello stesso anno. 
Qualche anno dopo vinse il concorso per vicedirettore dell'Istituto di Studi Musicali di Bergamo. Nel 1871 divenne direttore del Teatro Scribe di Torino. 
Nel 1873 gli fu commissionata dal Ministero dell'Interno la composizione delle musiche per la messa funebre in memoria di Carlo Alberto di Savoia. Così scriveva il giornale "Il Conte di Cavour" del 10 giugno 1873: "Il compito di dettare quest'anno la musica per la messa funebre in pia ricordanza di Re Carlo Alberto di Savoia è stato dal Ministero dell'Interno assegnato all'egregio signor maestro Giuseppe Bozzelli, il quale ha avuto la precedenza sopra tutti gli altri concorrenti. Quantunque il Bozzelli più non pensasse a questo lavoro e perciò gli sia venuta come improvvisa questa onorifica missione, saprà, ne siamo sicuri, malgrado il poco tempo che gli rimane, trarsi d'impaccio con quella spiccata abilità che tanto lo distingue". 
Nel 1880, per la Tipografia Adriatica della famiglia marchigiana Mastai, pubblicò lo scritto Brevi considerazioni sull'arte del canto. 
Morì a Torino nel 1892. La sua salma riposa nel cimitero di Poggioreale a Napoli. 

## Opere significative
- Stornello popolare (1871)
- Caterina di Belp, melodramma in 3 atti (1872)
- Musiche per la messa funebre in memoria di Carlo Alberto di Savoia (1873)
- Il castello dei fantasmi, opera comica (1875)

### Romanze
- Addio sul tranquillo
- Esulando
- Mia!
- Non t'ho scordata
- Notturno
- Per sempre amar